# Brusson (Itálie)
Brusson je obec v Itálii v oblasti Údolí Aosty. Brusson je známé letní i zimní letovisko s dobrými běžkařskými trasami.
Podle statistických údajů měla v roce 2009 obec 862 obyvatel při hustotě zalidnění 15,6 os./km².